# Саші Менон
Саші Менон (нар. 9 серпня 1952) — колишній індійський тенісист.
Найвищу одиночну позицію світового рейтингу — 71 місце досяг 21 жовтня 1975, парну — 81 місце — 12 грудня 1976 року.
Здобув 3 парні титули.
Найвищим досягненням на турнірах Великого шолома був чвертьфінал в парному розряді.

## Фінали за кар'єру

### Парний розряд (3–1)
| Результат | W/L | Дата | Турнір               | Покриття | Партнер       | Суперники                         | Рахунок       |
| --------- | --- | ---- | -------------------- | -------- | ------------- | --------------------------------- | ------------- |
| Перемога  | 1.  | 1978 | Мехіко, Мексика      | Тверде   | Джін Меєр     | Марсельйо Лара Рауль Рамірес      | 6–3, 7–6      |
| Перемога  | 2.  | 1978 | Лагос, Нігерія       | Ґрунт    | Джордж Гарді  | Колін Даудесвелл Юрген Фассбендер | 6–3, 3–6, 7–5 |
| Поразка   | 1.  | 1978 | Гвадалахара, Мексика | Ґрунт    | Джін Меєр     | Сенді Меєр Шервуд Стюарт          | 6–4, 6–7, 3–6 |
| Перемога  | 3.  | 1978 | Калькутта, Індія     | Ґрунт    | Шервуд Стюарт | Жіль Мореттон Яннік Ноа           | 7–6, 6–4      |